# Zdeněk Štěpán
Zdeněk Štěpán (ur. 26 maja 1951 w Przybramiu) – czeski dialogista, reżyser dubbingu i aktor głosowy.
Reżyser czeskiej wersji językowej Simpsonów. W latach 2000 i 2013 otrzymał nagrodę Františka Filipovskiego za pracę nad tym serialem.